# Jonony
Jonony (angl. ionones) jsou navzájem blízce příbuzné chemické látky, které jsou součástí tzv. růžových ketonů (rose ketones), mezi které patří také damaskony a damaskenony. Jsou to produkty rozkladných procesů probíhajících na karotenoidech, kde vlastní rozklad je řízen karoten-dioxygenázou zejména Beta-karoten-9',10'-dioxygenázou (BCDO2). Jonony patří mezi aromatické sloučeniny, které lze nalézt v mnoha silicích (tedy esenciálních resp. éterických olejích) jako např. v růžovém oleji. Beta-jonon výrazně přispívá k typické vůni růží, a to navzdory jeho nízké koncentraci obsažené v jejích květech. Dále je tento beta-jonon významnou vonnou surovinou, která nachází své uplatnění v kosmetickém průmyslu (parfumerie). Podobně kombinace alfa-jononu s beta-jononem vytváří typickou fialkovou vůni, a proto je spolu s dalšími látkami tato kombinace rovněž využívána v kosmetickém průmyslu.
Důležitá je skutečnost, že karoteny (alfa, beta, gama) a xantofyl beta-kryptoxantin obsahují beta-jonon, který hraje důležitou roli v přeměně zmíněných karotenů na samotný vitamín A. Tato přeměna karotenů na vitamín A je daná trávicími procesy uvnitř organismů, které jsou schopny metabolizovat rostlinnou stravu. Ty karotenoidy, kterým v molekule chybí beta-jonon, nejsou schopny vytvářet vitamín A (alfa i gama jonon nejsou schopny přetvoření na vit. A).

## Biosyntéza
Obecně platí, že karotenoidy jsou prekurzory řady významných vonných sloučenin, které se uplatňují v řadě rostlin. Platí to i pro vytváření jononů, které vznikají enzymatickým působením karoten-dioxygenázy zkráceně CCD = (carotenoid cleavage dioxygenase/karotenoidy štěpící dioxygenáza). Jde o enzymy, které se nacházejí např. v květech rostlin. Jako příklady CCD lze uvést: RdCCD1, který je přítomný v růži damašské (Rosa damascena) nebo PhCCD1, který je v Petúnii zahradní (Petunia hybrida). Na následujícím obrázku je uvedeno schéma biosyntézy jononů.

### Příklad biosyntézy jononů

Biosyntéza jononů

Jako příklad biosyntézy jononů může posloužit nedávná studie zahrnující výzkum květenství Olivy libovonné (Osmanthus fragrans Lour. var. aurantiacus). Tato rostlina se vyznačuje tím, že produkuje zdaleka nejvíc různých vonných látek odvozených právě od karotenoidů. V rámci genetického výzkumu květů této rostliny byl objeven enzym OfCCD1 (Of = Osmanthus fragrans CCD = carotenoid cleavage dioxygenase / karotenoidy štěpící dioxygenáza), který štěpí přítomné karotenoidy mj. na jonony. Aktivita karotenoidů, vonných látek a samotného enzymu významně závisela na denní době (růst aktivity v přítomnosti světla). Ve chvíli, kdy byla produkce enzymu (jeho transkripce) na vrcholu, obsah karotenoidů zůstával nízký či dokonce mírně klesal. Vypouštění jononů bylo rovněž závislé na světle (vyšší aktivita během dne), ačkoliv aktivita jononů klesala pomaleji než pokles transkripce OfCCD. Protože celková hladina karotenoidů v květech z jednoho dne na druhý byla vyšší, ale hladina vonných látek poklesla, a to i při stejné transkripci OfCCD, lze se domnívat, že s postupem času se mění dostupnost karotenoidů (jako substrátu) uvnitř buněk květů. Jiné vysvětlení předpokládá roli regulačních mechanismů ovlivňující produkci (resp. formování) těkavých norisoprenoidů. Relativní podíl obou jononů (alfa i beta) k ostatním vonným látkám je nejvyšší v podvečerních a večerních hodinách, což je zřejmě příčinou výrazné vonné aktivity Olivovníku libovonného právě v této době.

## Organická syntéza
Jonony mohou být syntetizovány z citralu a acetonu pomocí oxidu vápenatého (CaO2), který slouží jako zásaditý katalyzátor. Tato syntéza je příkladem tzv. aldolové kondenzace, po které následuje přesmyk.
Nejprve dochází k nukleofilní adici karbaniontu acetonu 3, který z něj vznikl odštěpením jednoho z protonů v zásaditém prostředí (zásaditá katalýza) 1 a tento karbaniont reaguje s karbonylovou skupinou citralu 4. Produkt aldolové kondenzace 5 odštěpuje vodu přes enolátový iont a vzniká tak pseudojonon 7.
Reakce dále pokračuje kyselou katalýzou, při které reakuje proton s dvojnou vazbou 7 a vzniká tak karbokationt 8. Posunem vazebných elektronů v molekule dochází k přesmyku karbokationtu, což vede k vytvoření šestičlenného kruhu 9. Na závěr dochází k odštěpení protonu (atomu H+) z molekuly pomocí Brønstedovy báze (molekuly Y) a vznikají tak 2 produkty – 10, který obsahuje konjugovaný systém 3 dvojných vazby a 11, který obsahuje pouze 2 dvojné vazby v konjugovaném systému.